# Моленар, Ян Минсе
Ян Минсе Моленар (нидерл. Jan Miense Molenaer, Jan Miense Molenaar, Johannes Miensz Molenaer, 1610, Харлем — 15 сентября 1668, там же) — голландский живописец, рисовальщик и гравёр, мастер картин бытового жанра «Золотого века» голландской живописи.

## Жизнь и творчество

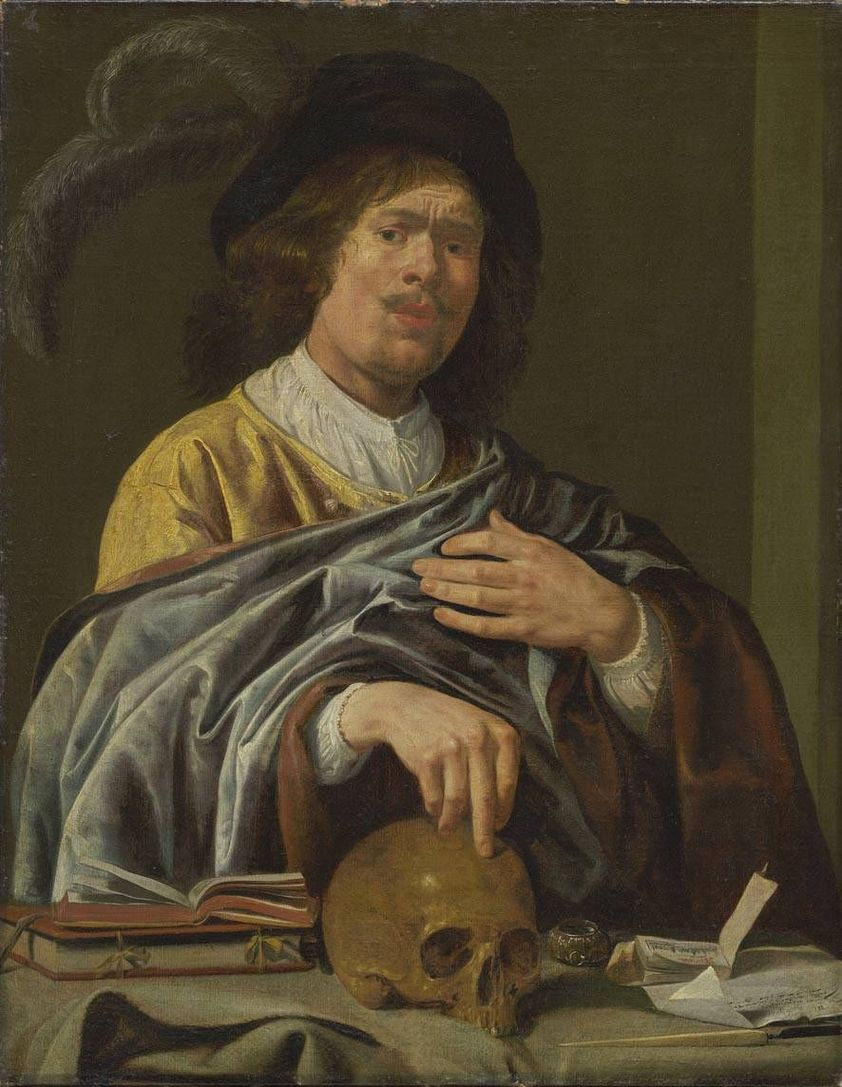
Автопортрет в стиле «ванитас». 1640. Холст, масло. Старая пинакотека, Мюнхен

Ян Минсе родился в семье Яна Минссена и Гретген Адрианс Моленар и большую часть жизни проработал в Харлеме. Учился живописи в мастерской Франса Халса. Оба брата Яна Моленара — Бартоломеус (1618—1650) и Клас Моленар (1630—1676) также были художниками.
11 мая 1636 года в Харлеме Ян Минсе Моленар женился на Юдит Лейстер (1606, или 1609—1660), которая также была художницей. Картины супругов иногда трудно отличить друг от друга. В том же году Ян переехал с женой в Амстердам. Четверо из их пятерых детей родились в Амстердаме: Иоганнес (1637), Якобус (1639), Елена (1643) и Ева (1646). В 1648 году они снова уехали в Харлем, где и родился их последний ребёнок (Константейн, 1650). В Амстердаме Моленар приютил у себя в доме живописца Яна Ливенса Старшего.
Моленар писал в основном картины на бытовые и религиозные сюжеты и портреты. Его картины со сценками из деревенской и крестьянской жизни, в которых чувствуется влияние Ф. Халса, имели успех. В Харлеме у Яна Минсе Моленара была мастерская с несколькими учениками. Он активно занимался торговлей произведениями искусства, а также рынком недвижимости. Супруги владели фермой в Хемстеде стоимостью 8200 гульденов.
В 1659 году Ян и его жена заболели. Ян выздоровел, но Юдит Лейстер умерла три месяца спустя. Ещё до смерти Лейстера Ян и его жена включили ферму в свое завещание.
Творчество Яна Минсе Моленара наряду с Адрианом Брауэром и Адрианом ван Остаде, имело важное значение в развитии живописи бытового жанра в Харлеме в начале XVII века. Произведения Моленара оказали влияние на творчество Хармена Халса.
Картины Яна Моленара находятcя в крупнейших музеях Амстердама, Гааги, Лондона, Берлина, Франкфурта-на-Майне, Будапешта, Вены, Роттердама. Они были популярны и в России XIX века. В санкт-петербургском Эрмитаже имеется значительное количество произведений художника: восемь картин.

## Галерея

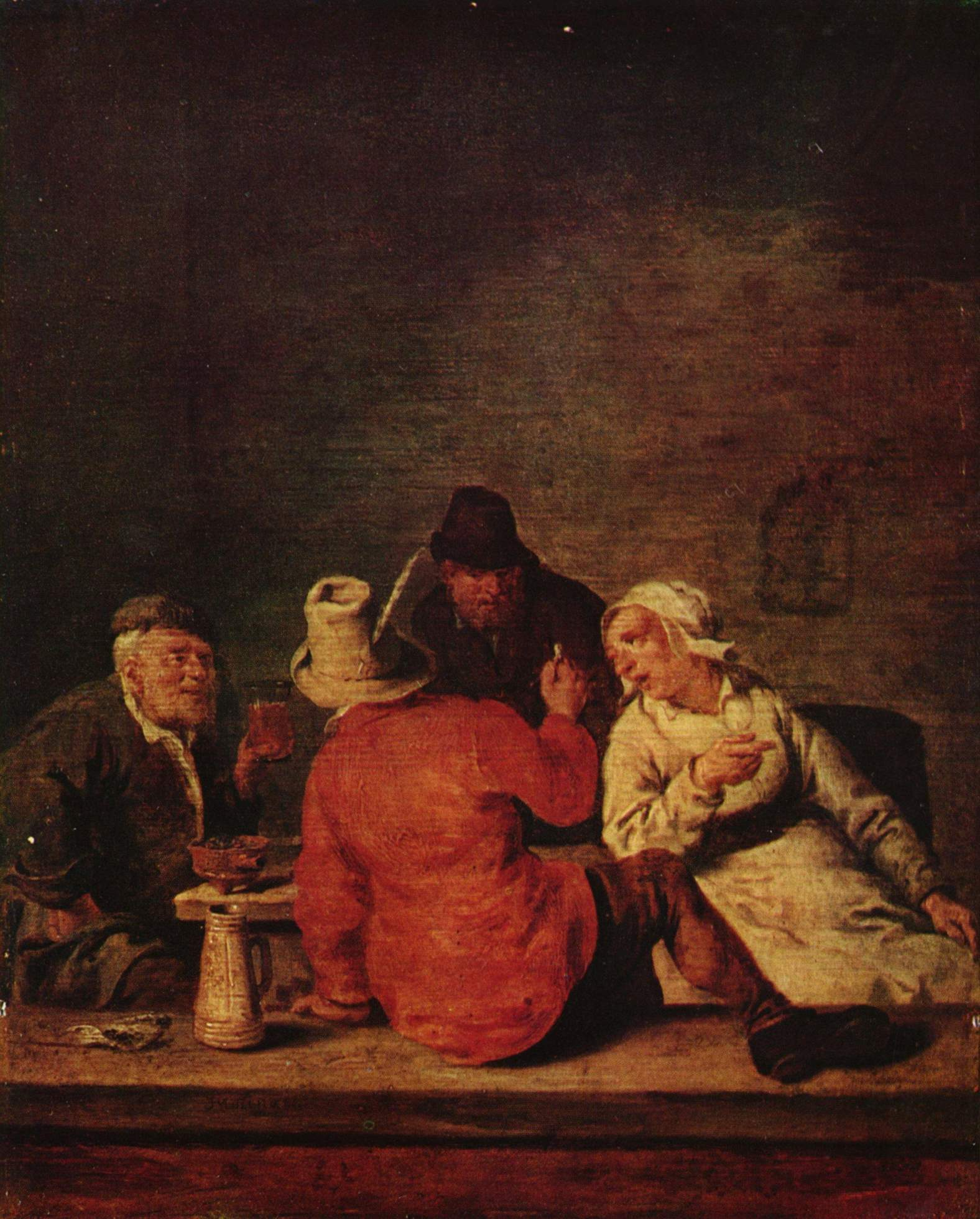
Крестьяне в таверне. Дерево, масло. Музей изобразительных искусств, Зугло, Венгрия
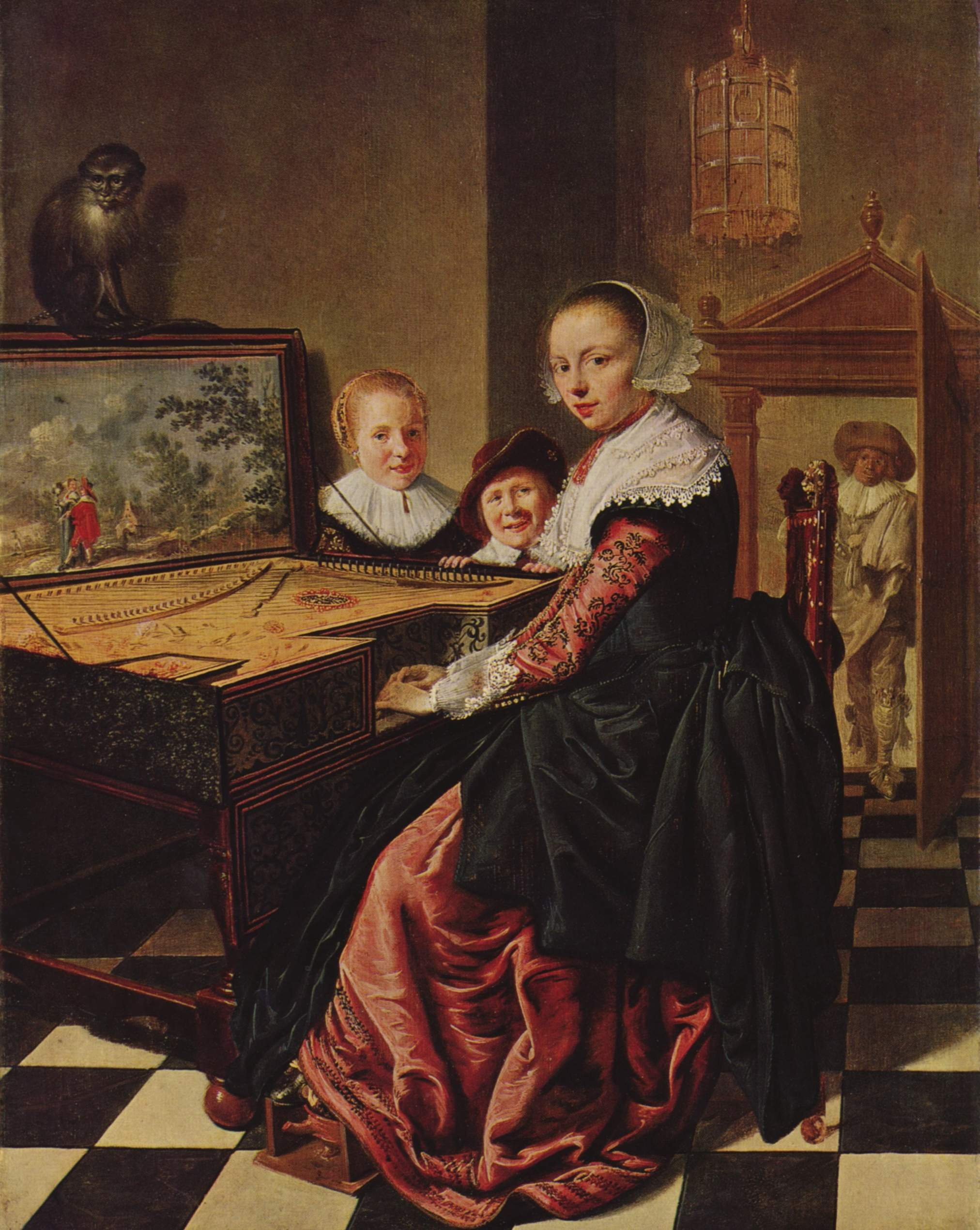
Дама, играющая на вёрджинеле. Между 1630 и 1640. Дерево, масло. Рейксмюсеум, Амстердам
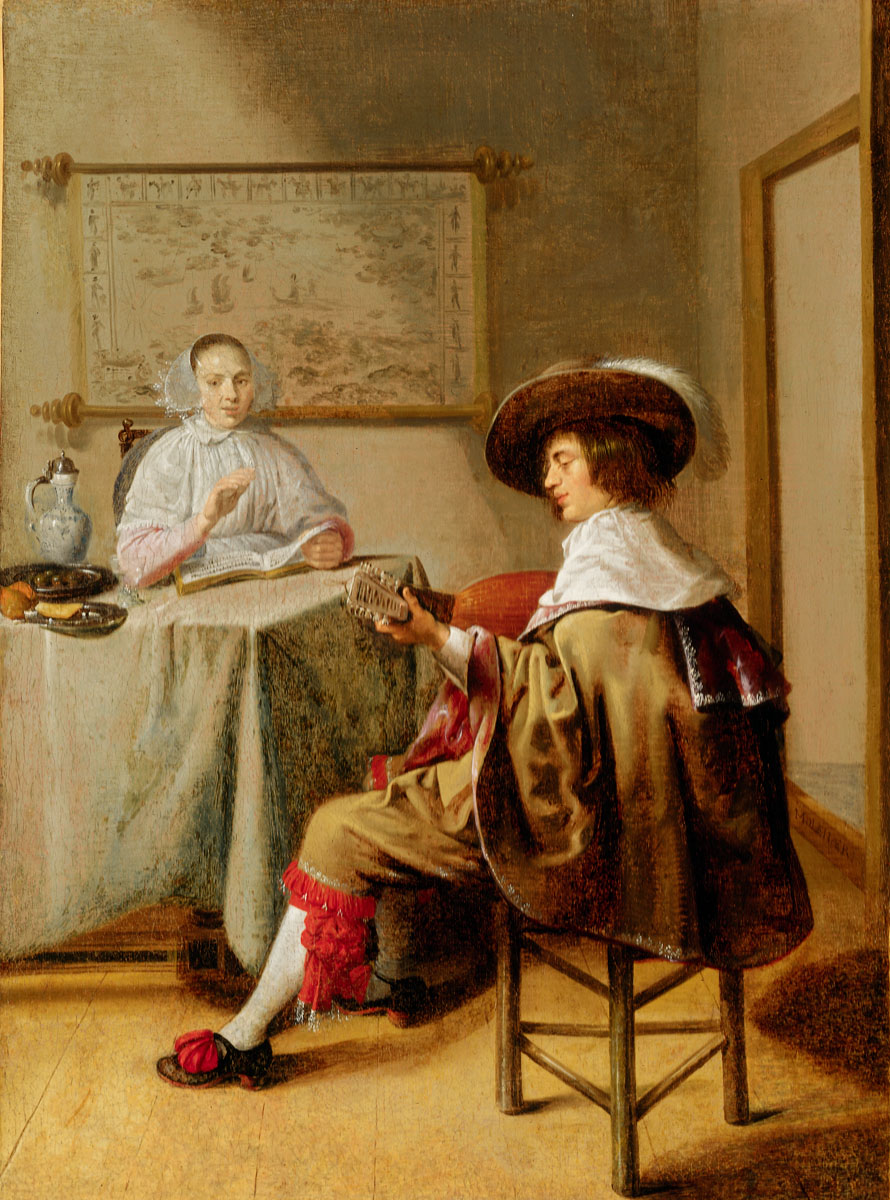
Музицирующая пара. Холст, масло. Музей изобразительных искусств, Зугло, Венгрия
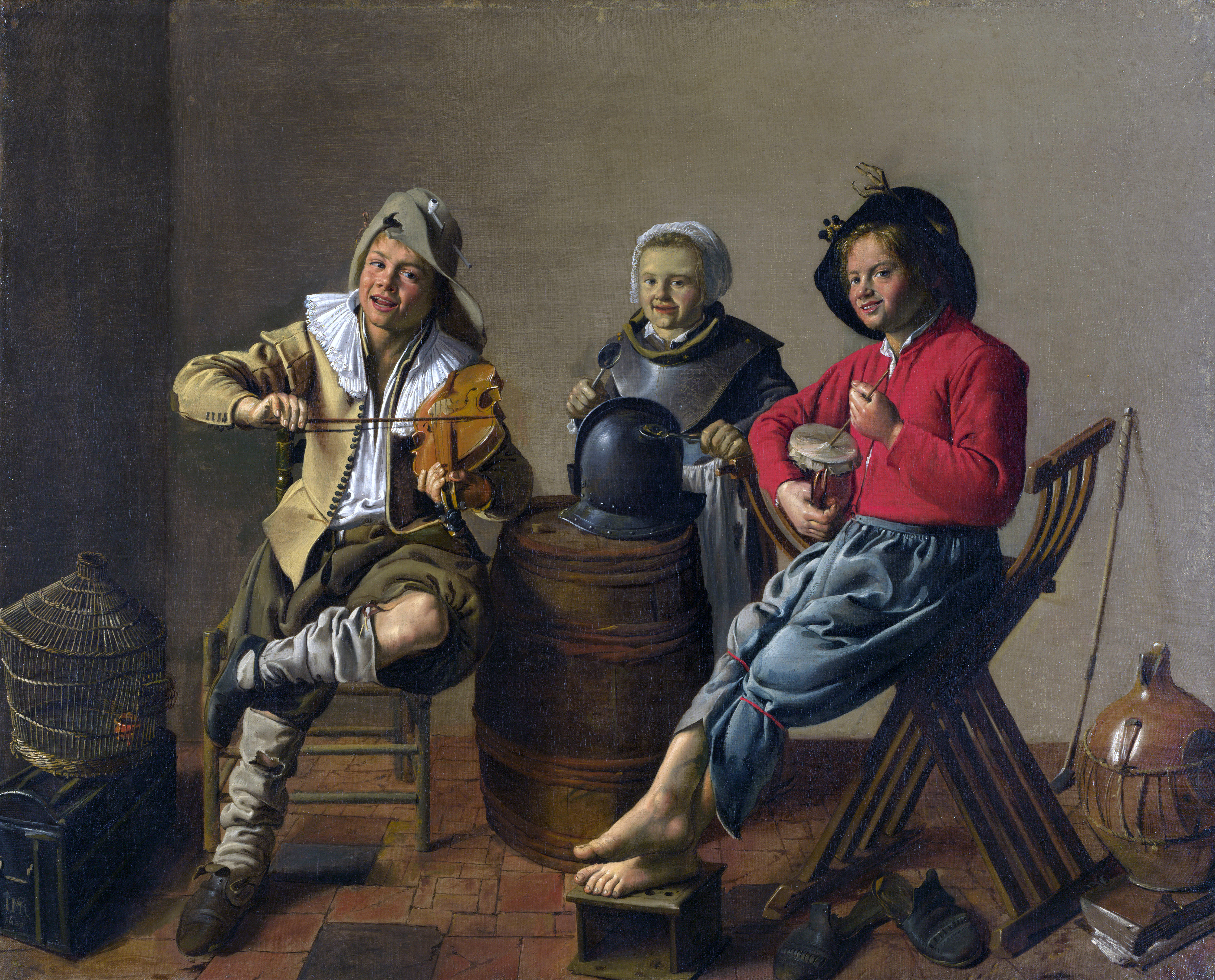
Музицирующие мальчики и девочка. 1629. Холст, масло. Лондонская национальная галерея
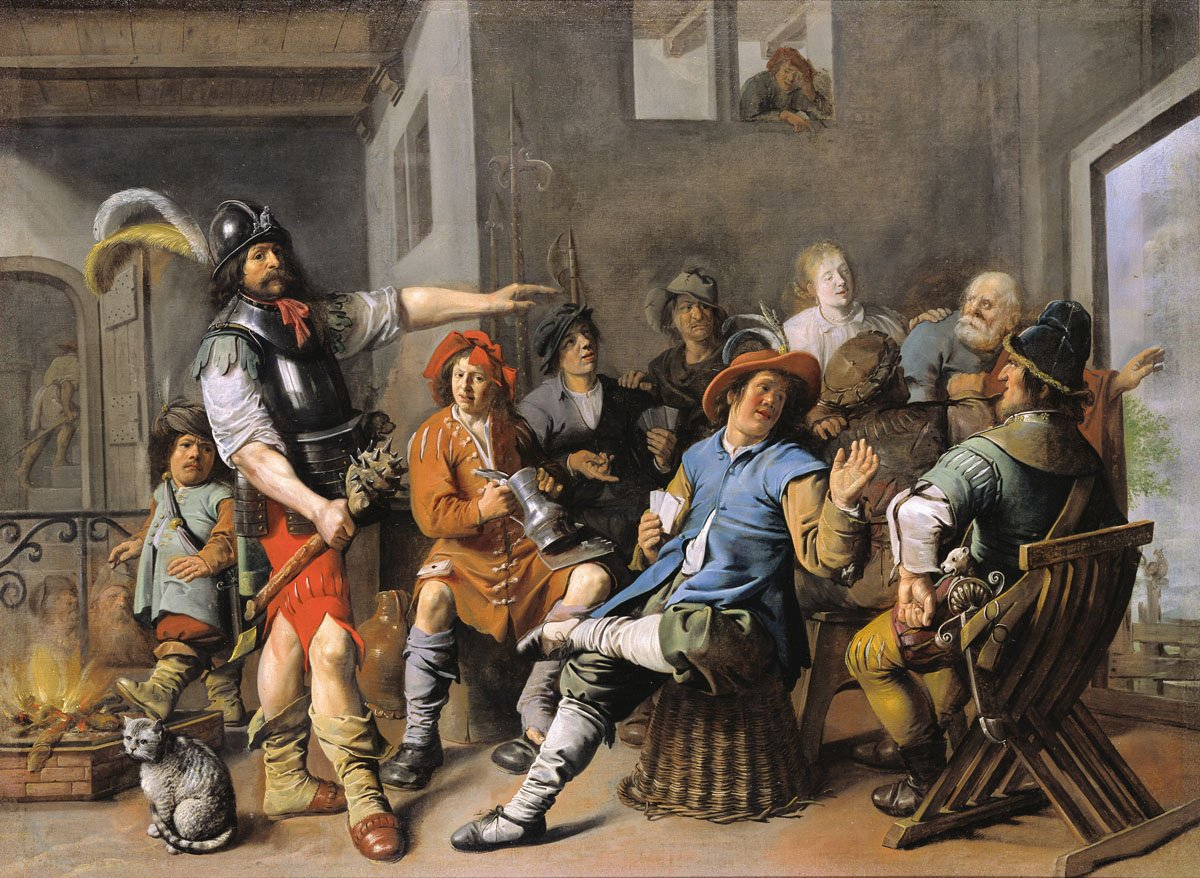
Отречение Апостола Петра. 1633. Холст, масло. Музей изобразительных искусств, Зугло, Венгрия
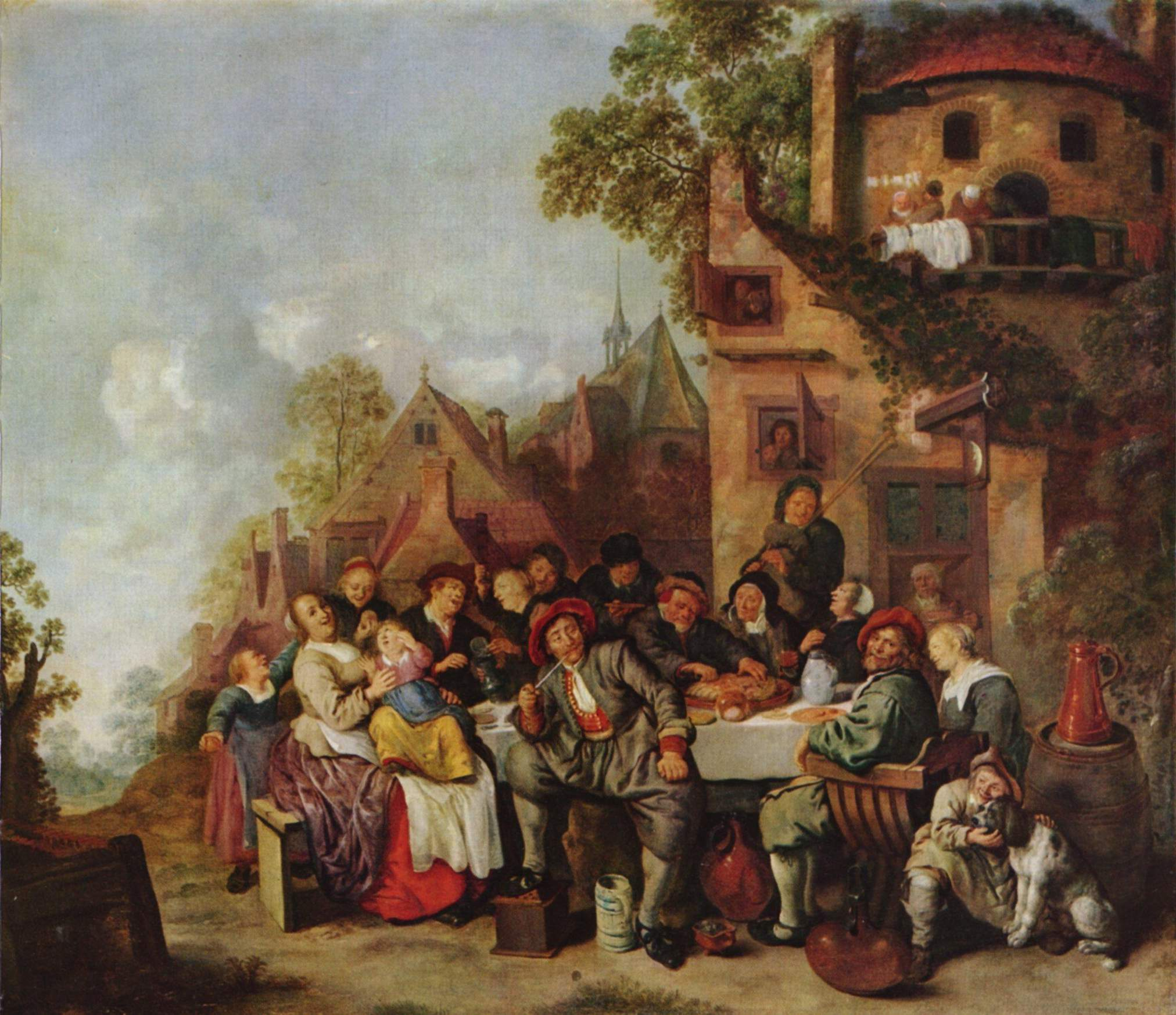
Таверна «На полумесяце». Холст, масло. Музей изобразительных искусств, Будапешт
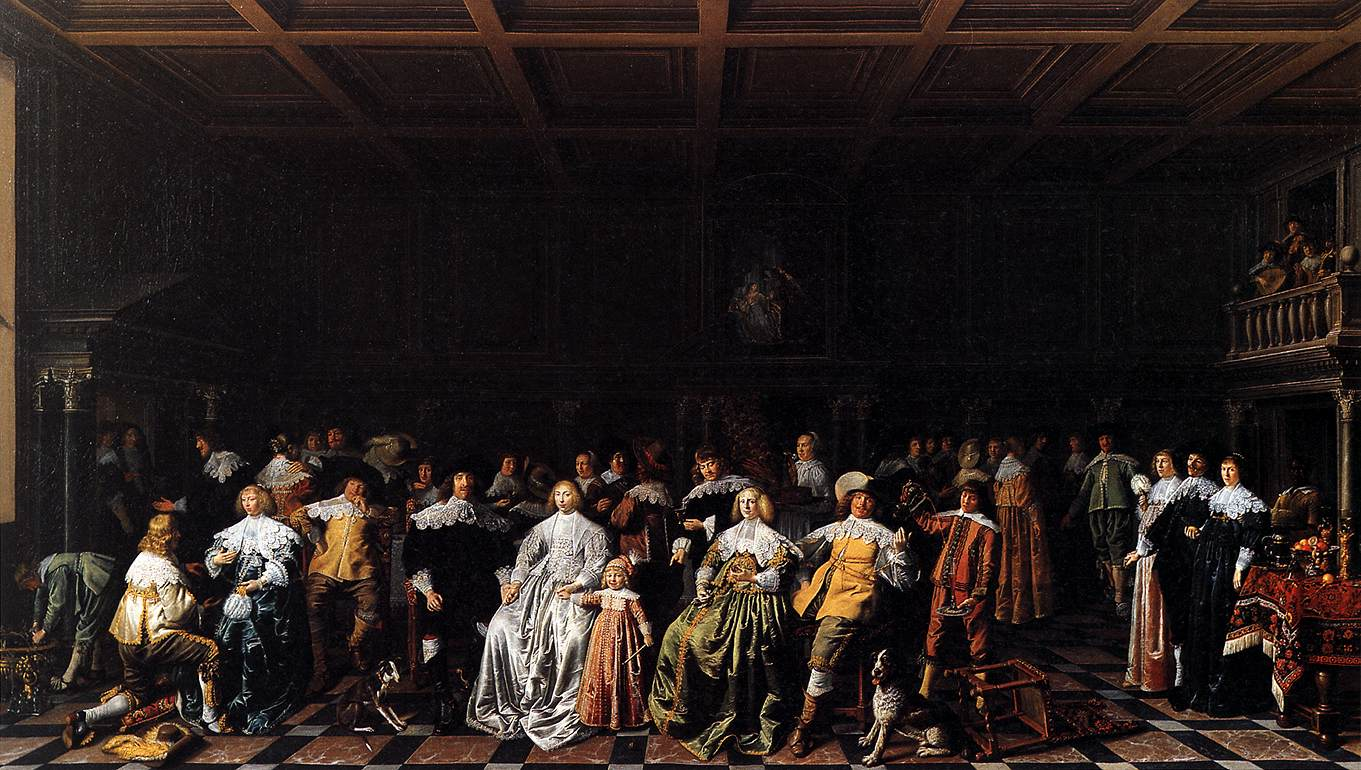
Свадьба Виллема ван Лоона и Маргареты Бас. 1637. Холст, масло. Музей Ван Лон, Амстердам